# Parvicardium vroomi
Parvicardium vroomi is een tweekleppigensoort uit de familie van de Cardiidae. De wetenschappelijke naam van de soort is voor het eerst geldig gepubliceerd in 1984 door van Aartsen, Menkhorst & Gittenberger.